# Kathedraal van Rouen

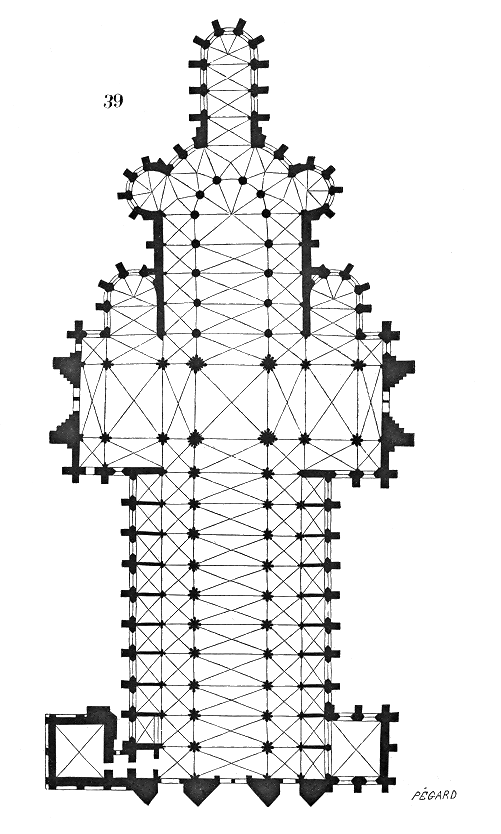
Plattegrond van de kathedraal (het noorden ligt links)

De Cathédrale Notre-Dame de Rouen (Nederlands: Onze-Lieve-Vrouwekathedraal van Rouen) is een van de grootste en bekendste gotische kathedralen van Frankrijk. Men begon in de 13e eeuw met de bouw en deze werd in de 16e eeuw voltooid. In de 19e eeuw werd de kathedraal gerestaureerd en verfraaid en hij kreeg toen ook zijn hoge gietijzeren spits waardoor de kerk een hoogte van 151 meter bereikte, de hoogste kerktoren van Frankrijk, die in de wijde omtrek van Rouen te zien is. De kathedraal dient als zetel voor de aartsbisschop van Rouen.

## Bouwgeschiedenis
Rouen had al een lange Gallische en Romeinse periode achter de rug, toen zij in de 3e eeuw een bisschopszetel werd. Rond 390 werd er een basiliek in de stad gebouwd. In de 11e eeuw werd er in Rouen een grote romaanse kerk gebouwd, die in 1063 werd ingewijd. De huidige kathedraal staat op de funderingen van de romaanse kerk. Verder zijn van deze kerk ook de onderste drie verdiepingen van de noordelijke Tour Saint-Romain, de linker zijportalen van de façade en een deel van het schip bewaard gebleven.

### Exterieur
In 1145 besloot Hugo van Amiens – een vriend van abt Suger van Saint-Denis – om de romaanse kathedraal te verbouwen in een gotische stijl. Men begon deze grote verbouwing met de Tour Saint-Romain, de linkertoren van de hoofdfaçade. Deze werd aan het einde van de 12e eeuw opgetrokken en is pas in de 15e eeuw voltooid. De twee portalen van de zijbeuken komen uit de 12e eeuw. Het rechterportaal is gewijd aan Sint-Stefanus, het linkerportaal is gewijd aan Johannes de Doper en Johannes de Evangelist. Op het portaal van Sint-Stephanus is de steniging van deze heilige te zien, zijn ziel wordt door Christus opgewacht in het paradijs. Het portaal van Johannes de Doper en Johannes de Evangelist laat de onthoofding van Johannes de Doper zien en Johannes de Evangelist die afdaalt in een gat aan de voet van een altaar. Het middenportaal, dat gewijd is aan Sint-Romanus, stamt uit de 16e eeuw. Op het timpaan van dit portaal staat de Boom van Jesse afgebeeld die omringd is door 356 figuren. Dit timpaan is vervaardigd door Jean des Aubaux. Boven het middenportaal is een wimberg aangebracht waarachter een 14e-eeuws roosvenster schuilgaat.
In 1200 ging de kathedraal bijna helemaal in vlammen op. Het daaropvolgende jaar liet Jean d'Andély het koor en het schip vergroten. In deze periode werd ook de lantaarn boven de kruising aangebracht en voorzien van een met lood bedekte houten spits. Deze vieringtoren staat ook wel bekend als La Tour Grêle (De Spichtige Toren). Rond 1470 werd de Tour Saint-Romain door Guillaume Pontifs voltooid na de toevoeging van een vijfde verdieping en een klokkenstoel in flamboyant-gotische stijl. In de Tour Saint-Romain hangt de 9500 kilo zware klok met de naam Jeanne d'Arc. In 1487 begon Pontifs met de bouw van de Tour de Beurre (Botertoren) aan de rechterkant van de hoofdfaçade. De zes verdiepingen hoge Tour de Beurre is uitgevoerd in een flamboyant-gotische stijl. De toren werd in 1507 voltooid. Toen werd de toren door Rolland le Roux bekroond met een achthoekige kroon met vier grote en vier kleine pinakels. In 1920 kreeg de Tour de Beurre een carillon met 56 klokken.
De vieringtoren, La Tour Grêle, dateert uit de 13e eeuw en is een goed voorbeeld van Normandische architectuur. Rolland le Roux voegde een verdieping toe en in 1542 kreeg de toren een nieuwe houten met lood bedekte spits. In 1822 brandde deze spits af. In 1825 kreeg de toren een gietijzeren spits met vier koperen torentjes op de hoeken, deze is gebouwd op basis van een ontwerp van de beeldhouwer Alavoine (1776-1834) en werd in 1876 voltooid. De huidige hoogte van de vieringtoren bedraagt 151 meter.
Aan het uiteinde van het zuidertransept bevindt zich een door Jean Davi gebouwd portaal, het Portail de la Calende, dat rond 1340 is voltooid. Het timpaan boven dat portaal laat afbeeldingen zien van de Passie, de Verrijzenis, de Hemelvaart en Pinksteren, alsmede taferelen uit het Oude Testament en een Beau Dieu. Aan de noordzijde van het transept bevindt zich het portaal met de naam Portail des Libraires (Portaal van de Boekhandelaren), dat aan de Cours des Libraires (Binnenplaats van de Boekhandelaren) grenst. Het laat scènes zien uit het Bijbelse scheppingsverhaal en allerlei groteske figuren. Het timpaan is gewijd aan het Laatste Oordeel en laat twee onderdelen ervan zien, namelijk de Wederopstanding van de doden en de Scheiding tussen Uitverkorenen en Verdoemden.

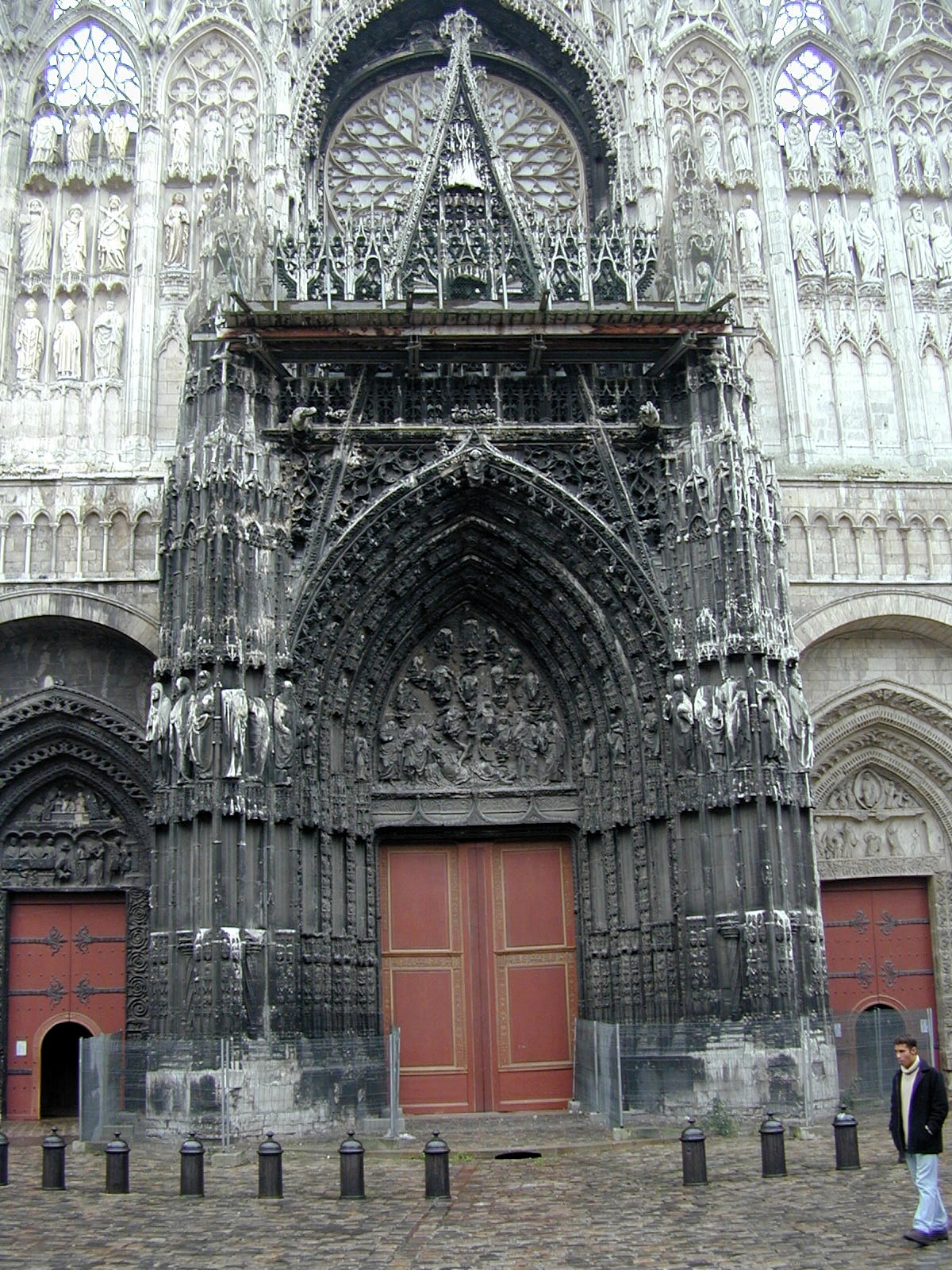
Het aan Sint-Romanus gewijde middenportaal
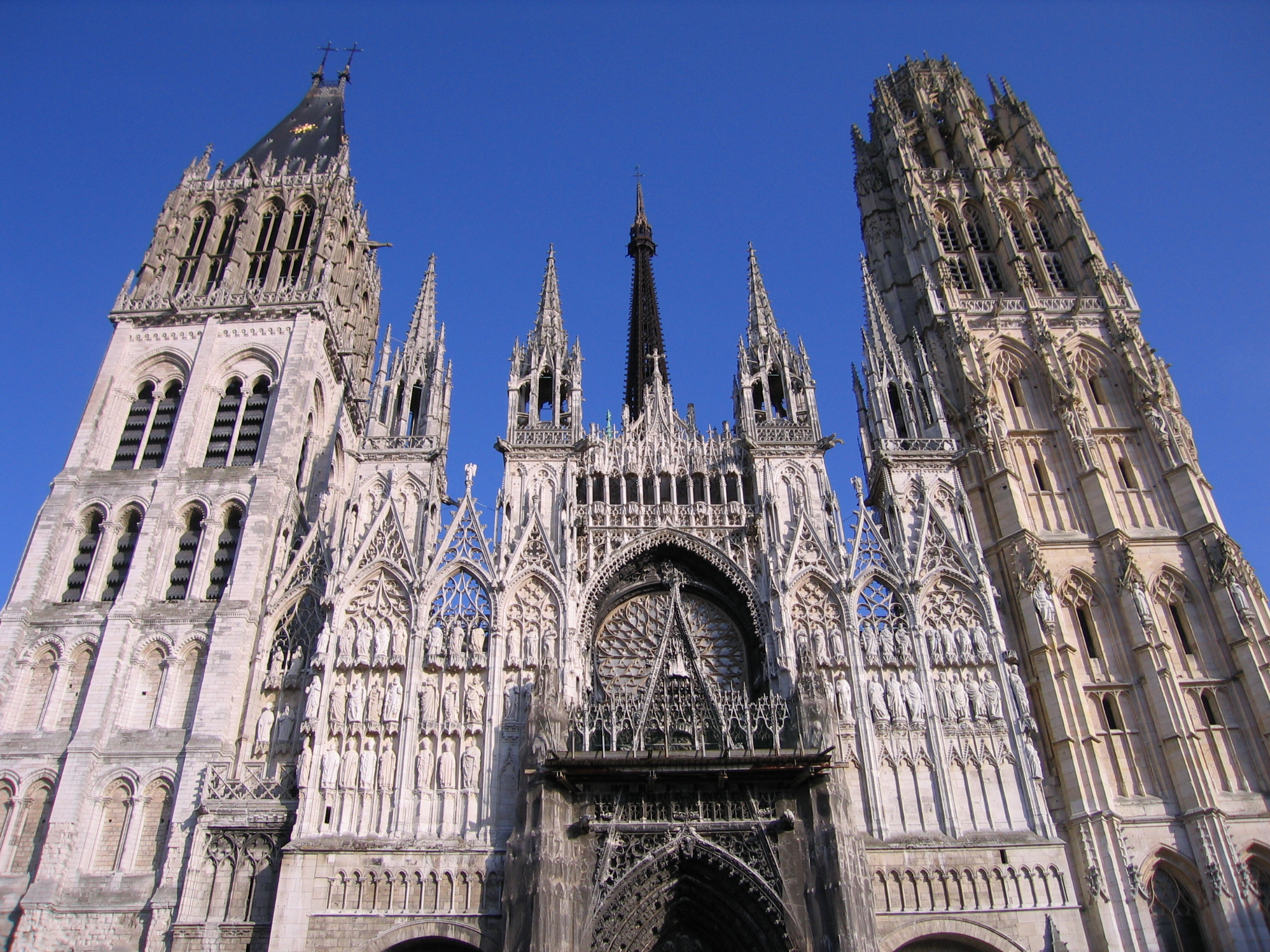
Hoofdfaçade van de kerk en een stukje van de gietijzeren spits van de vieringtoren
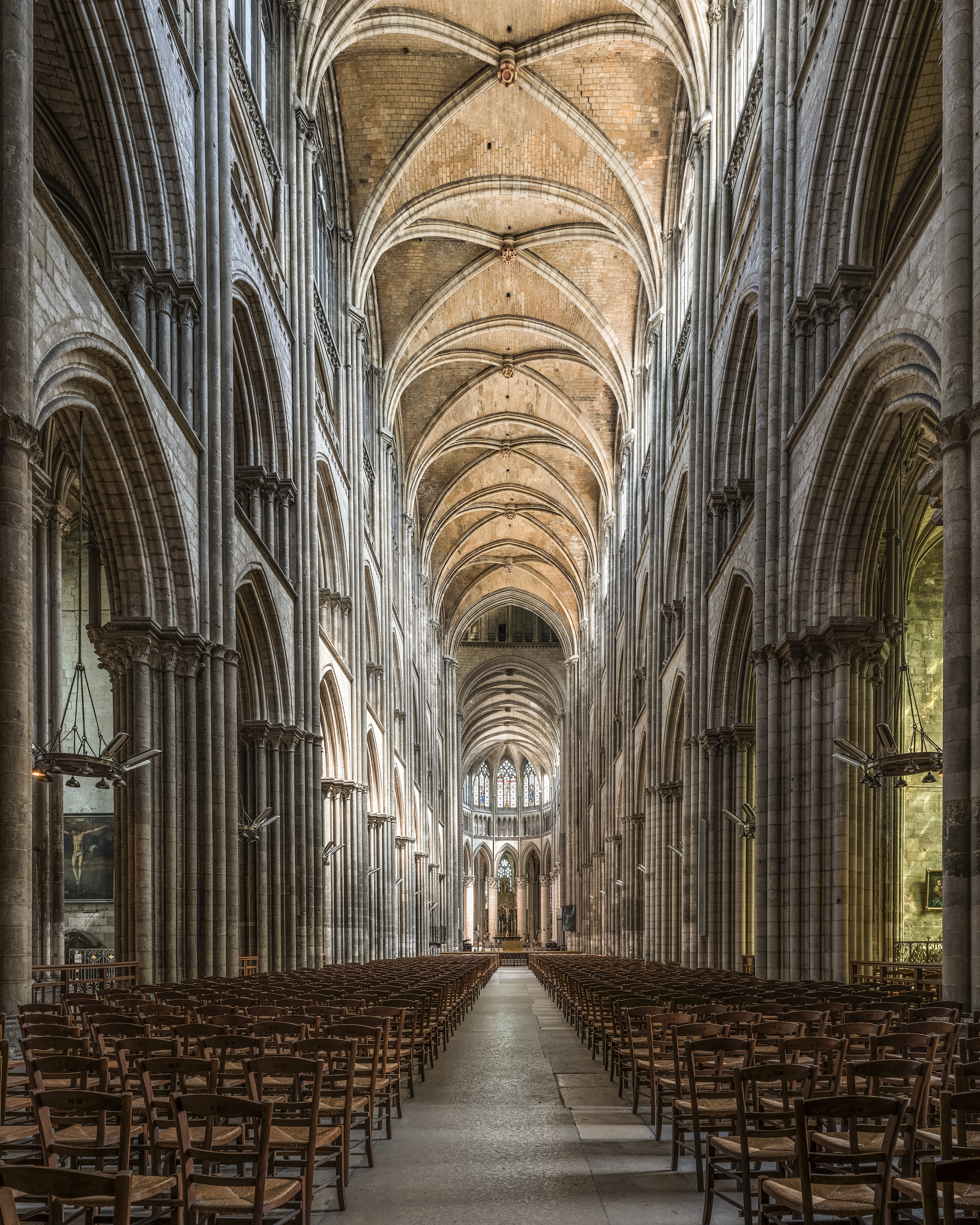
Het schip en het koor
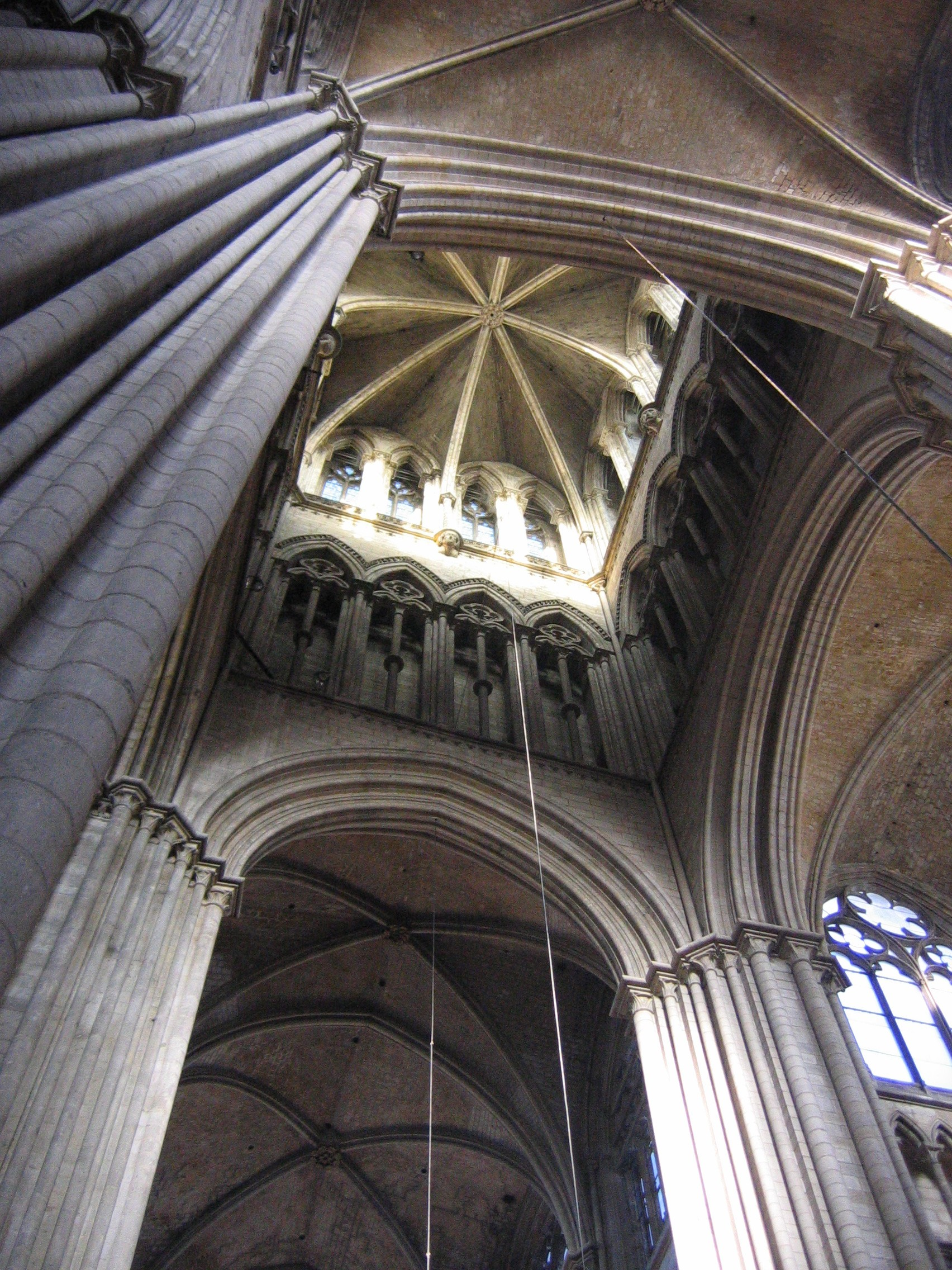
De kruising tussen schip en transept waarboven zich de 151 meter hoge La Tour Grêle verheft
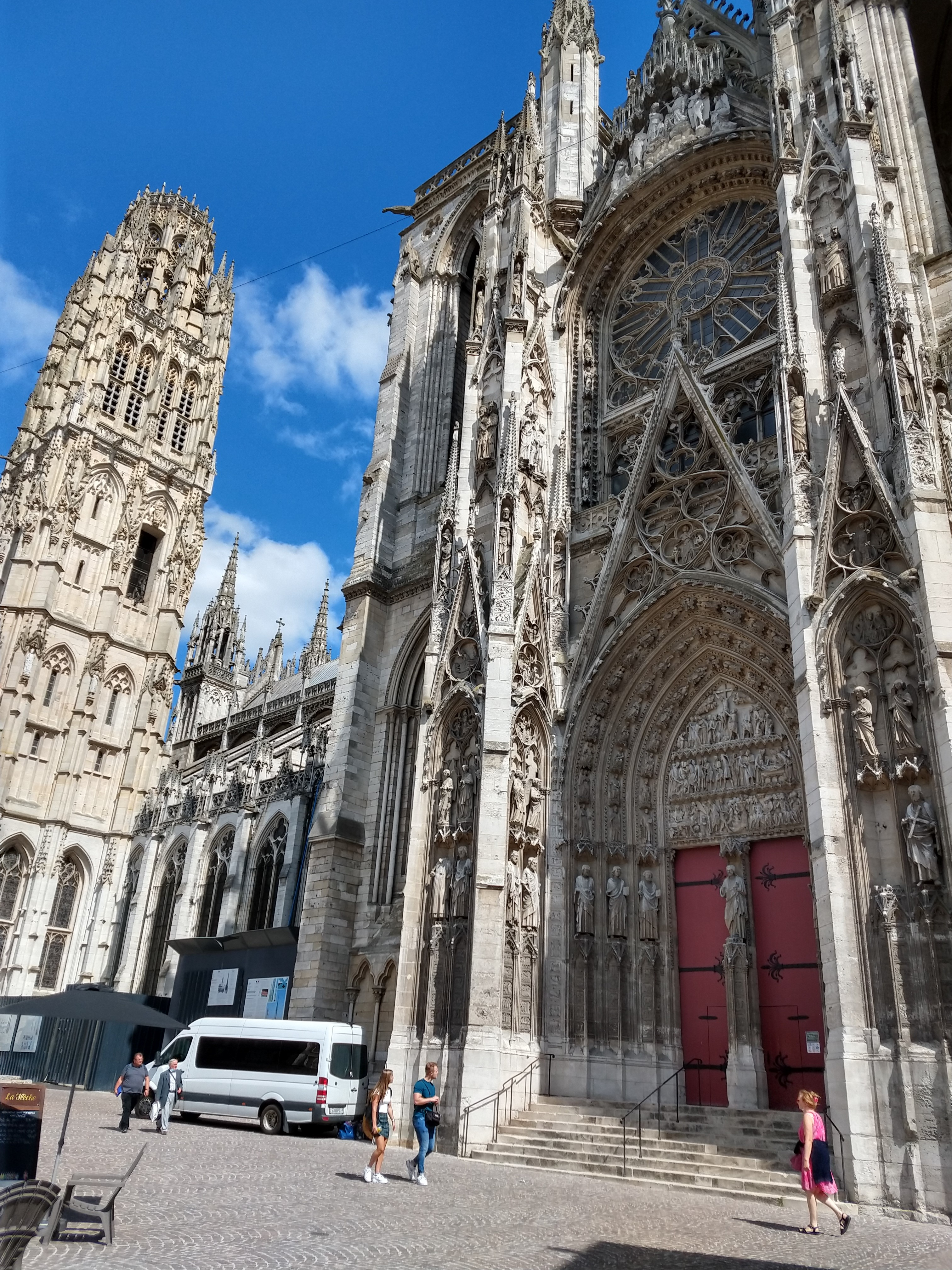
Het zuidportaal van het transept, en de Tour de Beurre
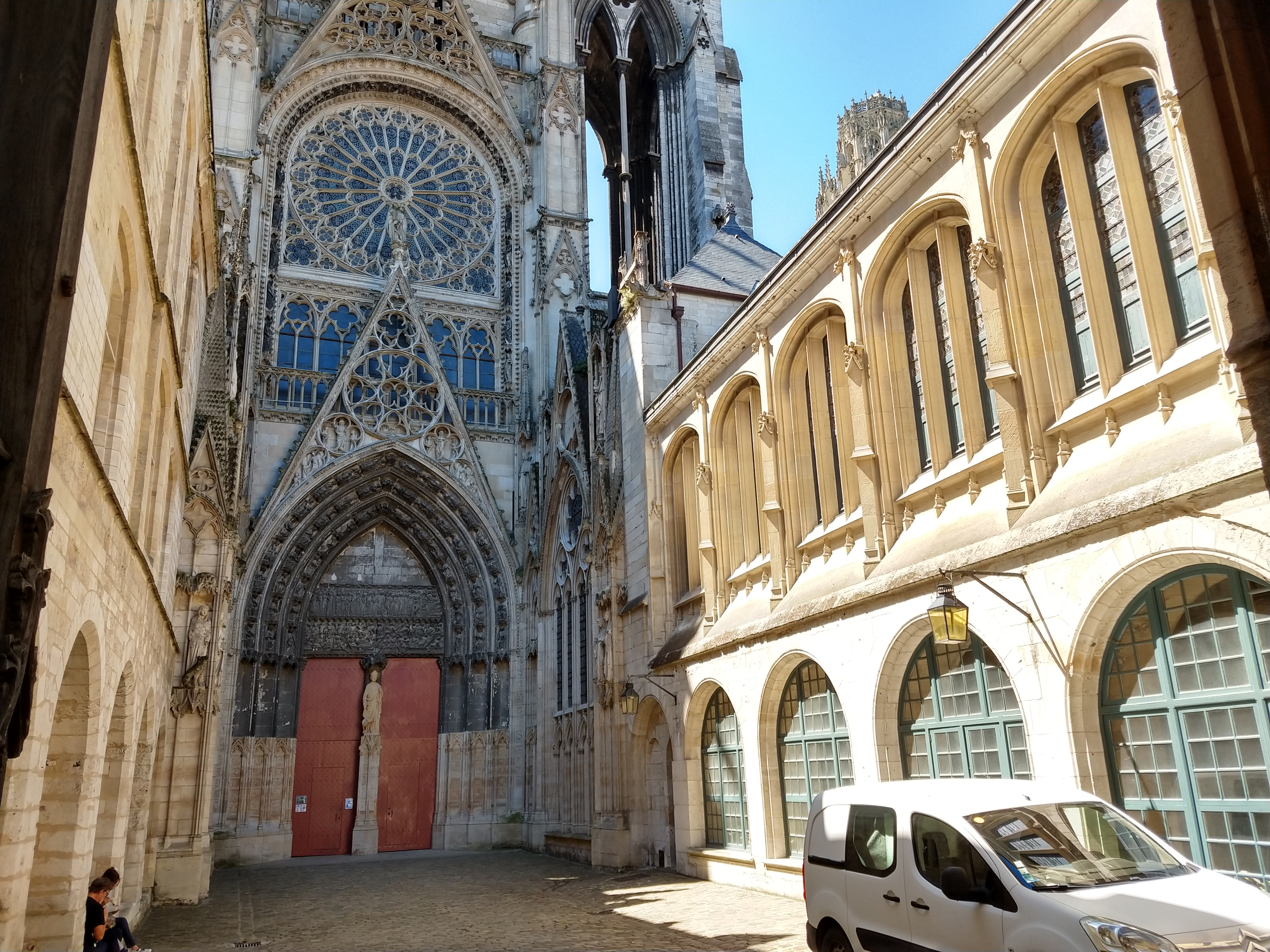
Noordportaal van het transept (het Portail des Libraires)

### Interieur

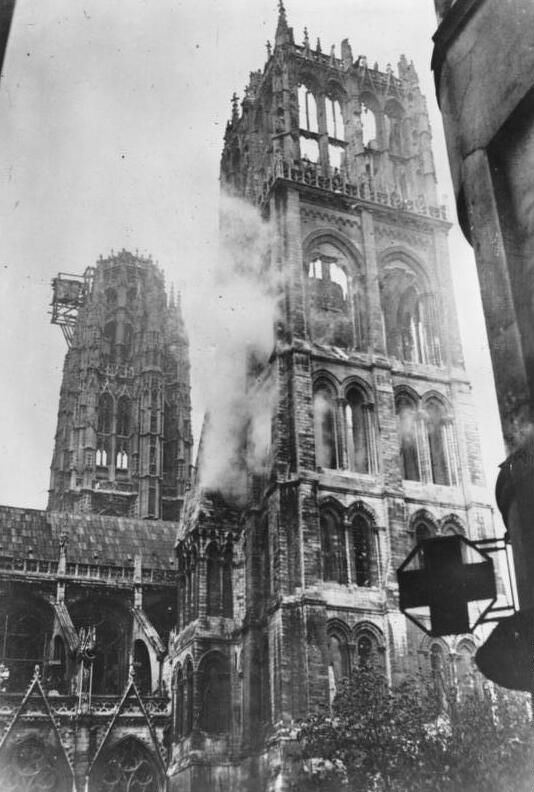
De beschadigde kathedraal in juni 1940

Het interieur van de kathedraal is 135 meter lang. De kapellen dateren uit de 14e eeuw. De sluitsteen van de kruising, waarboven zich La Tour Grêle verheft, bevindt zich op 52 meter boven de grond. Het koor van de kerk dateert uit de 13e eeuw, de vensters van het schip en het koor uit de 14e eeuw. Het altaar achter in het koor is na de Tweede Wereldoorlog gerestaureerd. Erboven bevindt zich een groot Christusfiguur van verguld lood, dat door de 18e-eeuwse beeldhouwer Clodion is vervaardigd, en twee biddende engelen, afkomstig uit de Saint-Vincentkerk te Rouen. Rond de kooromgang zijn straalkapellen aangebracht. De 14e-eeuwse Mariakapel vormt de apsis van de kathedraal. In de Mariakapel bevinden zich meer dan 120 graven, waaronder die van Georges I d'Amboise, aartsbisschop van Rouen en minister van Lodewijk XII.

### Verwoestingen tijdens de Tweede Wereldoorlog
In juni 1940 werd het dak van de zuidelijke zijbeuk door Duitse troepen op doortocht door brand zwaar beschadigd. Op 19 april 1944 begon de ellende pas echt. De zuidelijke zijbeuk van het schip werd vrijwel geheel in puin gelegd, en ook het koor liep beschadigingen op. Op 1 juni brandde de Tour Saint-Romain uit. De belangrijkste gebrandschilderde ramen waren echter bij het uitbreken van de oorlog in veiligheid gebracht, en de beeldhouwwerken aan de gevels met zandzakken beschermd. Pas op 25 juni 1956 werd de Notre-Dame weer in gebruik genomen, maar tot op de dag van vandaag wordt aan het gebouw gerestaureerd.

### Andere schade
Bij een zware storm in 1999 viel een van de vier torentjes die de vieringspits omgeven door het koorgewelf in de kerk. Een brand in de gietijzeren spits in juli 2024 was snel onder controle.

## Claude Monet en de Notre-Dame
De Notre-Dame van Rouen is het onderwerp geweest van een aantal schilderijen van de Franse impressionistische schilder Claude Monet. Zo heeft hij de kathedraal op verschillende tijdstippen van de dag en vanaf verschillende plekken geschilderd, om zo de lichtwerking op de kathedraal weer te geven.

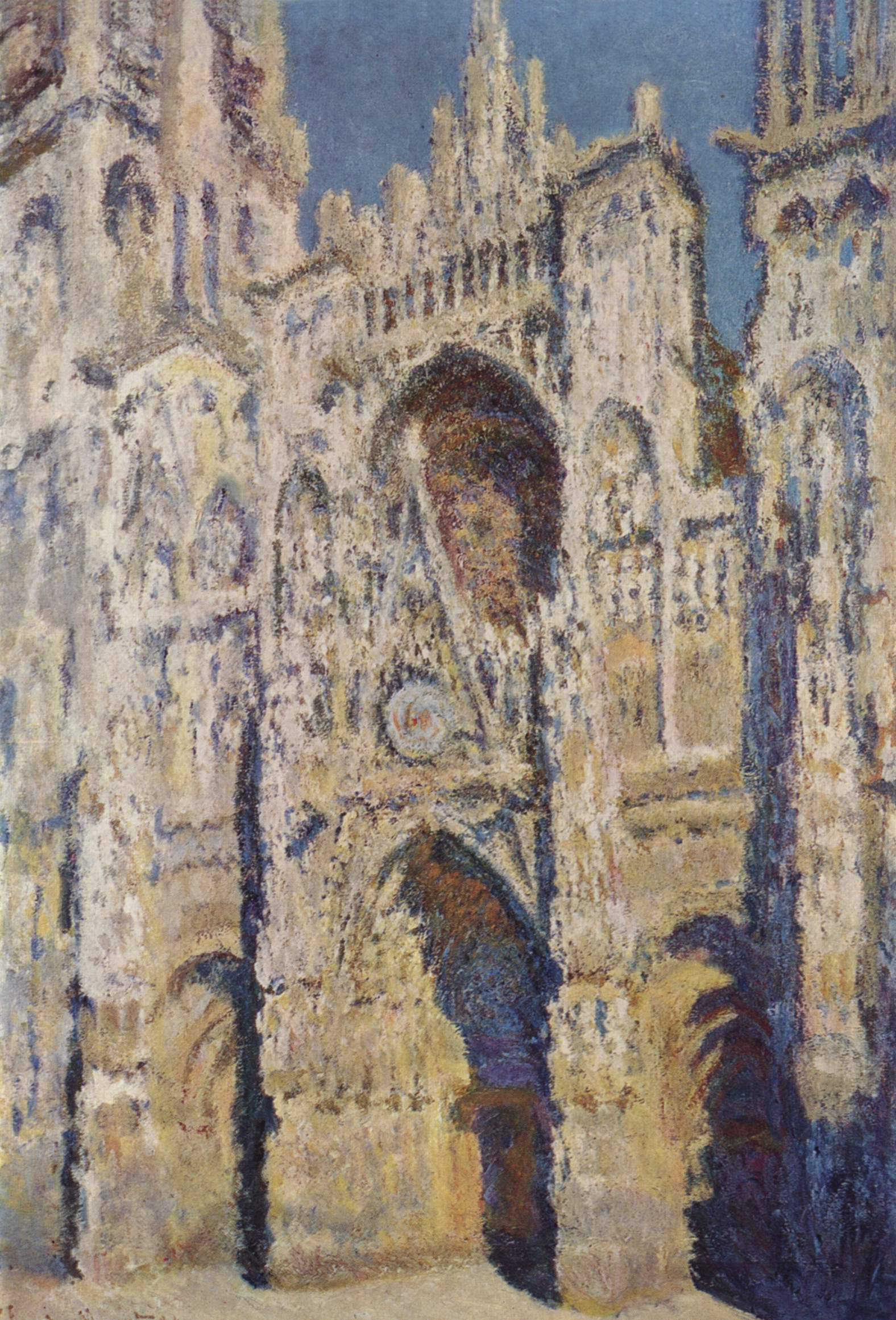
Claude Monet, de kathedraal van Rouen (Het portaal en de Tour Saint-Romain bij stralende zon, harmonie in blauw en goud), 1893
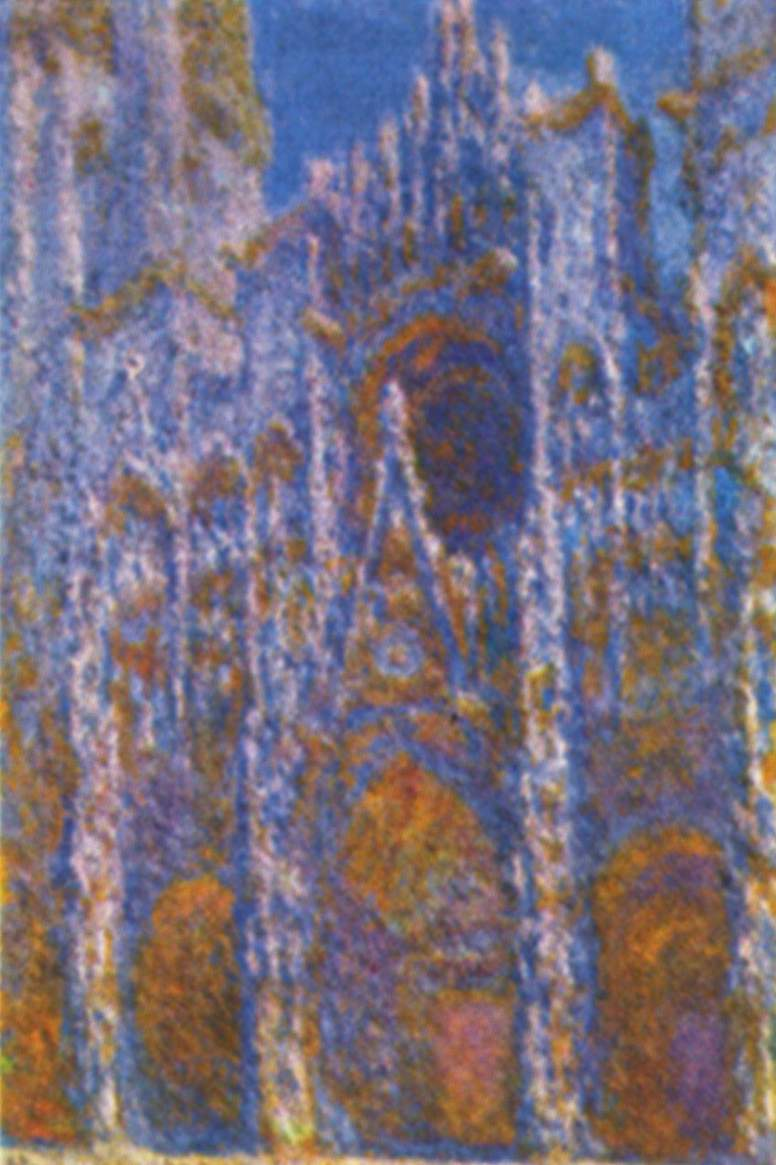
Claude Monet, de kathedraal van Rouen (Het portaal bij morgenzon, harmonie in blauw), 1893

Aix · Albi · Amiens · Auch · Auxerre · Bayeux · Bayonne · Beauvais · Béziers · Bordeaux · Bourges · Carcassonne · Châlons · Chartres · Clermont-Ferrand · Dijon · Évreux · Laon · Le Mans · Limoges · Lisieux · Lyon · Meaux · Metz · Nantes · Narbonne · Nevers · Orléans · Parijs · Poitiers · Quimper · Reims · Rodez · Rouen · Sées · Sens · Soissons · Straatsburg · Toul · Toulouse · Tours · Troyes